# دانشگاه ریوکیوز

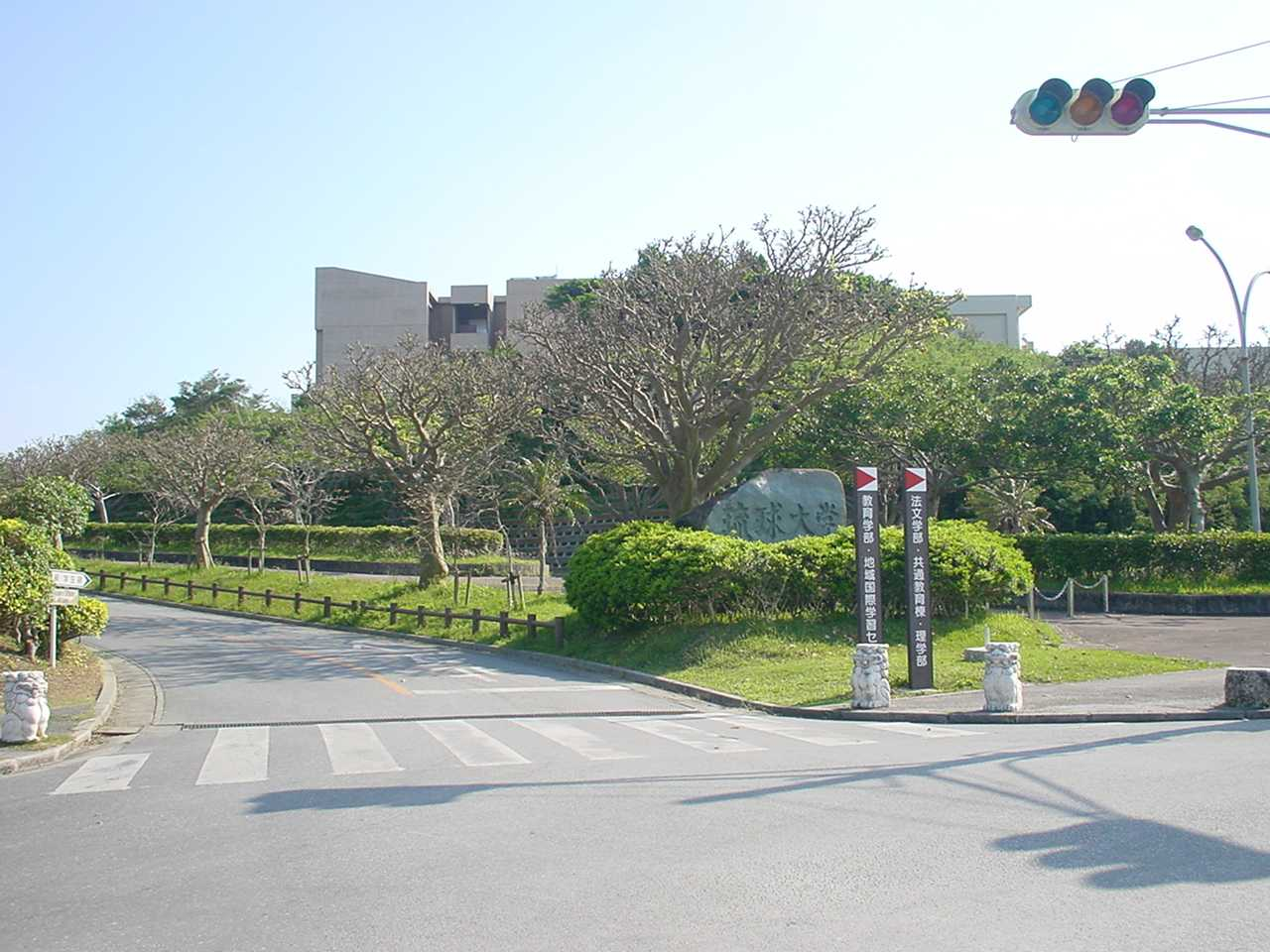
نمایی از دانشگاه ریوکیوز

دانشگاه ریوکیوز (به ژاپنی: 琉球大学) تنها و بزرگ‌ترین دانشگاه عمومی جزایر ریوکیو در کشور ژاپن است. این دانشگاه در شهر نیشیهارا در استان اوکیناوا قرار دارد. این دانشگاه به عنوان معتبرترین دانشگاه در جزایر ریوکیو به رسمیت شناخته شده است.